# Liste des châteaux de la Somme
Cet article recense de manière non exhaustive les châteaux (de défense ou d'agrément), maisons fortes, mottes castrales, situés dans le département français de la Somme. Il est fait état des inscriptions et classements au titre des monuments historiques.

## Liste
| Icône            | Signification    | Abréviations             | Abréviations                  | Abréviations             | Abréviations           |
| ---------------- | ---------------- | ------------------------ | ----------------------------- | ------------------------ | ---------------------- |
| Château fort     | Château fort     | = Bastide                | = Ferme fortifiée             | = Maison forte           | = (Néo-)Palladianisme  |
| Renaissance      | Renaissance      | = Château gascon         | = Folie (montpelliéraine)     | = Manoir, Gentilhommière | = Résidence épiscopale |
| Domaine viticole | Domaine viticole | = Classicisme, classique | = Forteresse, fort(ification) | = Maison (noble)         | = Style Beaux-Arts     |
| Palais           | Palais           | = Commanderie            | = Gothique (flamboyant)       | = Néo-baroque            | = Style Second Empire  |
| Ruine ou disparu | Ruine, disparu   | = Château pinardier      | = Hôtel particulier           | = Néo-classique          | = Style italianisant   |
|                  |                  | = Demeure seigneuriale   | ... = Style Louis XII...XVI   | = Néo-gothique           | = Style troubadour     |
|                  |                  | = Éclectisme             | = Logis (seigneurial)         | = Néo-Renaissance        | = Villa (de Nice)      |
| Baroque, rococo  | Baroque, rococo  | = Édifice religieux      | = Motte castrale/féodale      | = Pavillon de chasse     | = Styles du XXe siècle |

| Type                                           | Château                                      | Commune                                             | Protection | Notes                                                                                             | Coordonnées                 | Illustration |
| ---------------------------------------------- | -------------------------------------------- | --------------------------------------------------- | --- | ------------------------------------------------------------------------------------------------- | --------------------------- | ------------ |
| Néo-classique                                  | Château d'Aigneville                         | Aigneville                                          | Notice no IA80000381 | XVIIIe siècle                                                                                     | 50° 01′ 57″ N, 1° 37′ 03″ E |              |
| Manoir, gentilhommière                         | Manoir des Alleux                            | Béhen                                               | Inscrit MH (1992) · Notice no PA00116278 | XVIe et XVIIe siècles, XIXe siècle                                                                | 50° 02′ 37″ N, 1° 46′ 01″ E |              |
| Néo-classique                                  | Château d'Argœuves                           | Argœuves                                            | Inscrit MH (2013) · Notice no PA80000075 | XVIIIe et XIXe siècles                                                                            | 49° 55′ 47″ N, 2° 13′ 30″ E |              |
| Renaissance                                    | Château d'Arrest                             | Arrest                                              | Notice no IA80000369 | XVIe et XIXe siècles                                                                              | 50° 07′ 21″ N, 1° 37′ 05″ E |              |
| Néo-classique                                  | Château d'Arry                               | Arry                                                | Classé MH (1979) · Notice no PA00116081 · Notice no IA80000371                                                                                              | XVIIIe siècle, visite des intérieurs et extérieurs                                                | 50° 16′ 39″ N, 1° 43′ 33″ E |              |
| Manoir, gentilhommière                         | Manoir d'Aveluy                              | Aveluy                                              | |                                                                                                   | 50° 01′ 27″ N, 2° 39′ 38″ E |              |
| Renaissance                                    | Château d'Avesnes                            | Avesnes-Chaussoy                                    | Inscrit MH (1980) · Notice no PA00116086 | XVIe et XVIIe siècles, XVIIIe siècle                                                              | 49° 54′ 02″ N, 1° 52′ 14″ E |              |
| Maison (noble) · Folie (montpelliéraine)       | Château de Bagatelle                         | Abbeville                                           | Inscrit MH (1926, 1946) · Notice no PA00116032 | XVIIIe siècle, visite des intérieurs et extérieurs                                                | 50° 05′ 42″ N, 1° 50′ 36″ E |              |
|                                                | Château de Bainast                           | Béhen                                               | |                                                                                                   |                             |              |
|                                                | Château de Baizieux                          | Baizieux                                            | |                                                                                                   | 49° 59′ 37″ N, 2° 31′ 10″ E |              |
| Maison forte · Renaissance                     | Château de Beaucamps-le-Jeune                | Beaucamps-le-Jeune                                  | Classé MH (2003) · Notice no PA00135577 | XVIe et XVIIe siècles, XVIIIe siècle                                                              | 49° 49′ 03″ N, 1° 46′ 17″ E |              |
|                                                | Château de Beaucourt-en-Santerre             | Beaucourt-en-Santerre                               | |                                                                                                   |                             |              |
|                                                | Château de Beaufort-en-Santerre              | Beaufort-en-Santerre                                | |                                                                                                   |                             |              |
|                                                | Château de Béhen                             | Béhen                                               | |                                                                                                   |                             |              |
| Classicisme, classique                         | Château de Belloy-Saint-Léonard              | Belloy-Saint-Léonard                                | Inscrit MH (1986) · Notice no PA00116093 | XVIIIe siècle                                                                                     | 49° 54′ 22″ N, 1° 54′ 17″ E |              |
| Château fort · Classicisme, classique          | Château de Bertangles (de Clermont-Tonnerre) | Bertangles                                          | Classé MH (1982, 2006) · Inscrit MH (1982, 2001, 2009) · Notice no PA00116097 · Notice no IA80000259 · Notice no IA80000260                                 | XVe et XVIIe siècles, XVIIIe et XIXe siècles                                                      | 49° 58′ 21″ N, 2° 18′ 05″ E |              |
| Château fort                                   | Château de Bernâtre                          | Bernâtre                                            | Inscrit MH (1998) · Notice no PA80000010 | XIVe et XVe siècles                                                                               | 50° 11′ 51″ N, 2° 05′ 29″ E |              |
| Styles xxe siècle                              | Château blanc (Demeure d'Alice Saint)        | Flixecourt                                          | Notice no IA00076686 | XXe et XXIe siècles, ancienne demeure de la famille Saint. ; foyer de vie pour adultes handicapés | 50° 01′ 05″ N, 2° 04′ 39″ E |              |
| Classicisme, classique                         | Château de Boufflers                         | Remiencourt                                         | Inscrit MH (1973, 2020) · Notice no PA00116228 · Notice no IA80000660                                                                                       | XVIIIe siècle                                                                                     | 49° 47′ 12″ N, 2° 23′ 01″ E |              |
| Style Louis XVI                                | Château de Bovelles                          | Bovelles                                            | Inscrit MH (1989) · Notice no PA00116105 | XVIIIe siècle                                                                                     | 49° 53′ 06″ N, 2° 08′ 16″ E |              |
| Motte castrale ou féodale · Ruine ou disparu   | Château de Boves                             | Boves                                               | Inscrit MH (1926) · Notice no PA00116106 | Moyen Âge                                                                                         | 49° 50′ 36″ N, 2° 22′ 51″ E |              |
| Style Louis XVI                                | Château de Brailly-Cornehotte                | Brailly-Cornehotte                                  | Inscrit MH (1926) · Notice no PA00116108 | XVIIIe siècle                                                                                     | 50° 12′ 56″ N, 1° 57′ 22″ E |              |
| Style Louis XV                                 | Château du Broutel                           | Rue                                                 | Inscrit MH (1969) · Notice no PA00116235 · Notice no IA80000659                                                                                             | XVIIIe siècle                                                                                     | 50° 15′ 54″ N, 1° 40′ 39″ E |              |
| Style Louis XV                                 | Château de Buigny-Saint-Maclou               | Buigny-Saint-Maclou                                 | Inscrit MH (1992) · Notice no PA00116279 | XVIIIe siècle                                                                                     | 50° 09′ 21″ N, 1° 48′ 40″ E |              |
| Éclectisme                                     | Château Buiret                               | Tully                                               | Inscrit MH (2013) · Notice no PA80000077 | XIXe siècle                                                                                       | 50° 04′ 57″ N, 1° 30′ 44″ E |              |
| Style Louis XV                                 | Château de Busménard                         | Le Translay, (hameau de Busménard)                  | Inscrit MH (2003) · Notice no PA80000044 · Notice no IA80000755                                                                                             | XVIIIe siècle                                                                                     | 49° 58′ 17″ N, 1° 39′ 10″ E |              |
| Néo-classique · Éclectisme                     | Château de Canaples                          | Canaples                                            | Classé MH (1977) · Inscrit MH (1977, 2009) · Notice no PA80000076                                                                                           | XIXe et XXe siècles                                                                               | 50° 03′ 06″ N, 2° 12′ 54″ E |              |
|                                                | Château de Cayeux-en-Santerre                | Cayeux-en-Santerre                                  | | ruines                                                                                            |                             |              |
|                                                | Château de Chaulnes                          | Chaulnes                                            | | Bâtiment de ferme reconstruit à l'emplacement de l'ancien château de Chaulnes.                    |                             |              |
|                                                | Château de Chaussoy-Epagny                   | Chaussoy-Epagny                                     | Inscrit MH (1992) · Notice no PA00116280 |                                                                                                   |                             |              |
|                                                | Château de Contay                            | Contay                                              | Inscrit MH (2010) · Notice no PA80000070 · Notice no IA80000123 · Notice no IA80000466                                                                      |                                                                                                   |                             |              |
|                                                | Château de Courcelles-sous-Moyencourt        | Courcelles-sous-Moyencourt                          | Classé MH (1969) · Inscrit MH (1987, 2018) · Notice no PA00116126 · Notice no IA80000422                                                                    |                                                                                                   |                             |              |
|                                                | Château de Creuse                            | Creuse                                              | Inscrit MH (1994, 2013) · Notice no PA00133027 · Notice no IA80000423                                                                                       |                                                                                                   |                             |              |
| Manoir, gentilhommière                         | Manoir de Croquoison                         | Heucourt-Croquoison, (hameau de Croiquoison)        | Inscrit MH (1995) · Notice no PA00135579 |                                                                                                   |                             |              |
|                                                | Château du Crotoy                            | Le Crotoy                                           | | Lieu d’emprisonnement de Jeanne d'Arc. Visite des intérieurs et extérieurs vestiges               |                             |              |
|                                                | Château de Davenescourt                      | Davenescourt                                        | Classé MH (1977) · Inscrit MH (1977, 2009) · Notice no PA00116129 · Notice no IA80000425                                                                    |                                                                                                   |                             |              |
|                                                | Château de Digeon                            | Morvillers-Saint-Saturnin, (hameau de Digeon)       | Inscrit MH (2004, 2005) · Classé MH (2005) · Notice no PA80000045 · Notice no IA80000522 · Jardin remarquable · Notice no JAR0000195                        | Visite des intérieurs et extérieurs                                                               |                             |              |
| Classicisme, classique                         | Château de Dompierre-sur-Authie              | Dompierre-sur-Authie                                | Inscrit MH (1965) · Notice no PA00116134 · Notice no IA80000474                                                                                             | XVIIe et XVIIIe siècles                                                                           | 50° 18′ 18″ N, 1° 55′ 03″ E |              |
| Forteresse, fort(ification) · Ruine ou disparu | Citadelle de Doullens                        | Doullens                                            | Inscrit MH (1978) · Notice no PA00116137 | XVIe et XVIIe siècles                                                                             | 50° 09′ 06″ N, 2° 20′ 06″ E |              |
|                                                | Château de Dromesnil                         | Dromesnil                                           | Classé MH (1980) · Inscrit MH (1980) · Notice no PA00116141 · Notice no IA80000481                                                                          |                                                                                                   |                             |              |
|                                                | Ancien château de Drugy                      | Saint-Riquier                                       | Inscrit MH (1943) · Notice no PA00116246 · Notice no IA80001216                                                                                             | Lieu d’emprisonnement de Jeanne d'Arc. .                                                          |                             |              |
| Ruine ou disparu                               | Château d'Eaucourt-sur-Somme                 | Eaucourt-sur-Somme                                  | Inscrit MH (1926) · Notice no PA00116142 | Visite des intérieurs et extérieurs                                                               |                             |              |
|                                                | Château d'En-Bas                             | Belloy-sur-Somme                                    | Inscrit MH (2009) · Classé MH (2011) · Notice no PA80000071 · Notice no IA80000375                                                                          |                                                                                                   |                             |              |
|                                                | Château d'En-Haut                            | Belloy-sur-Somme                                    | Inscrit MH (1966) · Notice no PA00116094 · Notice no IA80000414                                                                                             |                                                                                                   |                             |              |
|                                                | Château d'Esbart                             | Bavelincourt, (hameau d'Esbart)                     | |                                                                                                   |                             |              |
|                                                | Château d'Essertaux                          | Essertaux                                           | Inscrit MH (1926, 2008, 2009) · Notice no PA00116145 · Notice no IA80000430                                                                                 |                                                                                                   |                             |              |
|                                                | Château d'Étréjust                           | Étréjust                                            | Inscrit MH (1986) · Notice no PA00116150 · Notice no IA80000744 · Notice no IA80000491                                                                      |                                                                                                   |                             |              |
|                                                | Château de La Faloise                        | La Faloise                                          | Notice no IA80000567 |                                                                                                   |                             |              |
|                                                | Château de Ferrières                         | Ferrières                                           | Inscrit MH (2003) · Notice no PA80000034 · Notice no IA80000492                                                                                             |                                                                                                   |                             |              |
|                                                | Château de Flesselles                        | Flesselles                                          | Inscrit MH (1979) · Notice no PA00116154 · Notice no IA80000257 · Notice no IA80000745                                                                      |                                                                                                   |                             |              |
| Ruine ou disparu                               | Château de Folleville                        | Folleville                                          | Inscrit MH (1992) · Notice no PA00116282 | Visite des intérieurs et extérieurs ruines                                                        |                             |              |
|                                                | Château de Foucaucourt                       | Foucaucourt-Hors-Nesle                              | Inscrit MH (2002) · Notice no PA80000033 |                                                                                                   |                             |              |
|                                                | Château de Fransart                          | Fransart                                            | Notice no IA80000500 |                                                                                                   |                             |              |
|                                                | Château de Fransu                            | Fransu                                              | Inscrit MH (2004) · Notice no PA80000046 · Notice no IA80009683 · Notice no IA80000434                                                                      |                                                                                                   |                             |              |
|                                                | Château de Friville                          | Friville-Escarbotin                                 | |                                                                                                   |                             |              |
|                                                | Château de Frucourt                          | Frucourt                                            | Classé MH (1980) · Inscrit MH (1980, 1995) · Notice no PA00116166 · Notice no IA80000502 · Notice no IA80000540                                             |                                                                                                   |                             |              |
|                                                | Château Gaillard                             | Forest-Montiers                                     | |                                                                                                   |                             |              |
|                                                | Ancien château de Gamaches                   | Gamaches                                            | Inscrit MH (1986) · Notice no PA00116168 |                                                                                                   |                             |              |
|                                                | Château de Gézaincourt                       | Gézaincourt                                         | |                                                                                                   |                             |              |
|                                                | Château de Goyencourt                        | Goyencourt                                          | |                                                                                                   |                             |              |
|                                                | Château de Grivesnes                         | Grivesnes                                           | |                                                                                                   |                             |              |
|                                                | Château de Guyencourt-sur-Noye               | Guyencourt-sur-Noye                                 | Inscrit MH (1992) · Notice no PA00116283 |                                                                                                   |                             |              |
| Ruine ou disparu                               | Château de Ham                               | Ham                                                 | Inscrit MH (1965) · Notice no PA00116172 | Visite des intérieurs et extérieurs ruines                                                        |                             |              |
| Ruine ou disparu                               | Château d'Happlaincourt                      | Villers-Carbonnel                                   | Inscrit MH (1926) · Notice no PA00116265 |                                                                                                   |                             |              |
|                                                | Château d'Havernas                           | Havernas                                            | Inscrit MH (2014) · Notice no PA80000080 · Notice no IA80009695 · Notice no IA80009841 · Notice no IA80000551                                               |                                                                                                   |                             |              |
|                                                | Château d'Hédauville                         | Hédauville                                          | Inscrit MH (1979) · Notice no PA00116177 |                                                                                                   |                             |              |
| Ruine ou disparu                               | Château d'Heilly                             | Heilly / Ribemont-sur-Ancre                         | Inscrit MH (2001) · Notice no PA80000030 · Notice no PA80000031 · Notice no IA80000506                                                                      |                                                                                                   |                             |              |
|                                                | Château d'Hénencourt                         | Hénencourt                                          | Classé MH (1984) · Notice no PA00116178 · Notice no IA80000507 · Notice no IA80000552                                                                       |                                                                                                   |                             |              |
| Néo-classique                                  | Château Hesse                                | Flixecourt                                          | Notice no IA80010119 | XIXe siècle, ancienne demeure de la famille Saint.                                                | 50° 00′ 34″ N, 2° 04′ 50″ E |              |
|                                                | Château d'Heucourt                           | Heucourt-Croquoison                                 | |                                                                                                   |                             |              |
| Manoir, gentilhommière                         | Manoir de L'Heure                            | Caours, (hameau de L'Heure)                         | Inscrit MH (1994) · Notice no PA00132919 |                                                                                                   |                             |              |
|                                                | Château d'Huppy                              | Huppy                                               | Inscrit MH (1926) · Notice no PA00116182 · Notice no IA80000561                                                                                             |                                                                                                   |                             |              |
| Renaissance · Ruine ou disparu                 | Château de Liancourt-Fosse                   | Liancourt-Fosse                                     | « Photo », notice no APDSF3148 | XVIe et XVIIe siècles, détruit dans les deux guerres mondiales                                    | 49° 45′ 18″ N, 2° 49′ 02″ E |              |
|                                                | Château de Lœuilly                           | Lœuilly                                             | Inscrit MH (2010) · Notice no PA80000069 |                                                                                                   |                             |              |
|                                                | Château de Long                              | Long                                                | Inscrit MH (1944, 2003) · Notice no PA00116188 · Notice no IA80000515                                                                                       | Visite des intérieurs et extérieurs                                                               |                             |              |
| Ruine ou disparu                               | Château de Lucheux                           | Lucheux                                             | Classé MH (1965) · Notice no PA00116194 · Notice no IA80000854 · Notice no IA80000757                                                                       | Visite des intérieurs et extérieurs ruines                                                        |                             |              |
| Château fort · Ruine ou disparu                | Tours de Luynes (Château des ducs de Luynes) | Airaines                                            | Inscrit MH (1926) · Notice no PA00116038 · Notice no IA80000712                                                                                             |                                                                                                   |                             |              |
| Ruine ou disparu                               | Château de Mailly-Raineval                   | Mailly-Raineval                                     | |                                                                                                   |                             |              |
| Motte castrale ou féodale                      | Motte féodale de Maisnières                  | Maisnières                                          | |                                                                                                   |                             |              |
| Classicisme, classique                         | Château de Maizicourt                        | Maizicourt                                          | Notice no IA80000519 · Jardin remarquable · Notice no JAR0000194                                                                                            | XVIIIe et XIXe siècles                                                                            | 50° 11′ 39″ N, 2° 07′ 30″ E |              |
|                                                | Château de Marieux                           | Marieux                                             | Classé MH (1973) · Inscrit MH (1973) · Notice no PA00116199 · Notice no IA80000580 · Notice no IA80000763                                                   |                                                                                                   |                             |              |
|                                                | Château de Mérélessart                       | Mérélessart                                         | Inscrit MH (1986) · Notice no PA00116200 · Notice no IA80000521                                                                                             |                                                                                                   |                             |              |
|                                                | Château de Méricourt-sur-Somme               | Étinehem-Méricourt, (hameau de Méricourt-sur-Somme) | Inscrit MH (2003) · Notice no PA80000041 · Notice no IA80000587                                                                                             |                                                                                                   |                             |              |
| Manoir, gentilhommière                         | Manoir de Miannay                            | Miannay                                             | Inscrit MH (1988) · Notice no PA00116201 |                                                                                                   |                             |              |
|                                                | Château de Monsures                          | Monsures                                            | Inscrit MH (1926, 1970) · Notice no PA00116202 · Notice no IA80000594                                                                                       |                                                                                                   |                             |              |
|                                                | Château de Montières                         | Amiens                                              | |                                                                                                   |                             |              |
|                                                | Château de Montigny-sur-l'Hallue             | Montigny-sur-l'Hallue                               | |                                                                                                   |                             |              |
| Ruine ou disparu                               | Château de Moreuil                           | Moreuil                                             | | vestiges                                                                                          |                             |              |
|                                                | Château de La Motte                          | Saint-Quentin-la-Motte-Croix-au-Bailly              | |                                                                                                   | 50° 04′ 18″ N, 1° 26′ 39″ E |              |
|                                                | Château de Moyencourt-lès-Poix               | Moyencourt-lès-Poix                                 | |                                                                                                   |                             |              |
|                                                | Château de Nampont                           | Nampont                                             | | Maison forte,                                                                                     |                             |              |
|                                                | Château de Namps-au-Mont                     | Namps-Maisnil                                       | Inscrit MH (1976) · Notice no PA00116207 |                                                                                                   |                             |              |
|                                                | Château de Naours                            | Naours                                              | |                                                                                                   |                             |              |
| Éclectisme                                     | Château de la Navette                        | Flixecourt                                          | Inscrit MH (1980, 2013) · Notice no PA00116155 | XIXe siècle, visite des intérieurs et extérieurs                                                  | 50° 01′ 04″ N, 2° 04′ 20″ E |              |
| Manoir, gentilhommière                         | Château de Neuville-Coppegueule              | Neuville-Coppegueule                                | Inscrit MH (1988) · Notice no PA00116211 · Notice no IA80000605                                                                                             |                                                                                                   |                             |              |
| Ruine ou disparu                               | Château d'Oissy                              | Oissy                                               | Inscrit MH (2001) · Notice no PA80000032 · Notice no IA80000528 · Notice no IA80000614                                                                      |                                                                                                   |                             |              |
|                                                | Château fort de Péronne                      | Péronne                                             | Classé MH (1924) · Notice no PA00116214 · Notice no IA80000619                                                                                              | Château-fort philippien,                                                                          |                             |              |
| Château fort · Ruine ou disparu                | Château de Picquigny                         | Picquigny                                           | Classé MH (1906) · Notice no PA00116217 · Notice no IA80000851                                                                                              | Ruines, visite des intérieurs et extérieurs                                                       |                             |              |
|                                                | Château de Pissy                             | Pissy                                               | Inscrit MH (1989) · Notice no PA00116270 · Notice no IA80000530                                                                                             |                                                                                                   |                             |              |
| Classicisme, classique                         | Château du Plouy                             | Vismes, (hameau du Plouy)                           | « Photo », notice no APDSF3285 | XVIIIe siècle                                                                                     |                             |              |
|                                                | Château de Poireauville                      | Vaudricourt, (hameau de Poireauville)               | Inscrit MH (1979) · Notice no PA00116262 · Notice no IA80000642                                                                                             |                                                                                                   |                             |              |
| Château fort · Ruine ou disparu                | Château de Pont-Remy                         | Pont-Remy                                           | Inscrit MH (1993, 2018) · Notice no PA00125670 · Notice no IA80000648 · Notice no IA80000770                                                                |                                                                                                   |                             |              |
| Château fort · Ruine ou disparu                | Château de Poutrincourt                      | Lanchères                                           | Inscrit MH (1980) · Notice no PA00116185 | Visite des intérieurs et extérieurs, ruines                                                       |                             |              |
|                                                | Château de Prouzel                           | Prouzel                                             | Inscrit MH (1963) · Notice no PA00116223 · Notice no IA80000622 · Notice no IA80000650                                                                      |                                                                                                   |                             |              |
|                                                | Château de Querrieu                          | Querrieu / Pont-Noyelles                            | Inscrit MH (1998) · Notice no PA80000015 · Notice no PA80000014 · Notice no IA80000258 · Notice no IA80000623                                               |                                                                                                   |                             |              |
| Ruine ou disparu                               | Château du Quesnel                           | Le Quesnel                                          | | détruit par un incendie                                                                           |                             |              |
|                                                | Château de Quesnoy-sur-Airaines              | Quesnoy-sur-Airaines                                | Inscrit MH (1993) · Notice no PA00125671 · Notice no IA80000624                                                                                             |                                                                                                   |                             |              |
|                                                | Château de Quevauvillers                     | Quevauvillers                                       | Inscrit MH (2008) · Notice no PA80000062 · Notice no IA80000625                                                                                             |                                                                                                   |                             |              |
|                                                | Château de Raincheval                        | Raincheval                                          | Inscrit MH (1975) · Notice no PA00116224 · Notice no IA80000657                                                                                             |                                                                                                   |                             |              |
|                                                | Château de Rambures                          | Rambures                                            | Classé MH (1927) · Inscrit MH (2003) · Notice no PA00116225 · Notice no IA80000848 · Notice no IA80000626 · Jardin remarquable · Notice no JAR0000196       | Visite des intérieurs et extérieurs                                                               |                             |              |
| Style troubadour                               | Château de Regnière-Écluse                   | Regnière-Écluse                                     | Inscrit MH (1976, 2005) · Classé MH (2006) · Notice no PA00116226 · Notice no IA80000627                                                                    | Visite des intérieurs et extérieurs                                                               |                             |              |
|                                                | Château de Remaisnil                         | Remaisnil                                           | Inscrit MH (1986) · Notice no PA00116227 · Notice no IA80000628                                                                                             |                                                                                                   |                             |              |
|                                                | Château de Ribeaucourt                       | Ribeaucourt                                         | Inscrit MH (1984) · Notice no PA00116229 · Notice no IA80009688 · Notice no IA80009869 · Notice no IA80009871 · Notice no IA80000629 · Notice no IA80009875 |                                                                                                   |                             |              |
|                                                | La Roseraie                                  | Sains-en-Amiénois                                   | Inscrit MH (2020) · Notice no PA80000114 · Notice no IA80004458                                                                                             |                                                                                                   |                             |              |
| Néo-classique                                  | Château Rouge                                | Flixecourt                                          | Notice no IA80009771 | XIXe siècle, ancienne demeure de la famille Saint                                                 | 50° 01′ 08″ N, 2° 04′ 36″ E |              |
| Manoir, gentilhommière                         | Manoir de Rumigny                            | Rumigny                                             | Inscrit MH (1926) · Notice no PA00116237 |                                                                                                   |                             |              |
|                                                | Château de Saint-Fuscien                     | Saint-Fuscien                                       | | Propriété privée, ancien logis abbatial                                                           |                             |              |
|                                                | Château de Saint-Gratien                     | Saint-Gratien                                       | Inscrit MH (1954) · Notice no PA00116241 · Notice no IA80000203 · Notice no IA80000630                                                                      |                                                                                                   |                             |              |
|                                                | Château du Saulchoix                         | Clairy-Saulchoix                                    | Inscrit MH (2009) · Notice no PA80000066 · Notice no IA80000420                                                                                             |                                                                                                   |                             |              |
|                                                | Château de Selincourt                        | Hornoy-le-Bourg, (hameau de Selincourt)             | Inscrit MH (2003) · Notice no PA80000035 · Notice no IA80000510                                                                                             |                                                                                                   |                             |              |
|                                                | Château de Senarpont                         | Senarpont                                           | Inscrit MH (1926) · Notice no PA00116253 · Notice no IA80000637                                                                                             |                                                                                                   |                             |              |
|                                                | Château de Suzanne                           | Suzanne                                             | Classé MH (1984) · Inscrit MH (1984) · Notice no PA00116255 · Notice no IA80000638                                                                          |                                                                                                   |                             |              |
|                                                | Château de Tailly-l'Arbre-à-Mouches          | Tailly                                              | Inscrit MH (1995) · Notice no PA00135580 · Notice no IA80000681                                                                                             |                                                                                                   |                             |              |
| Château fort · Renaissance                     | Château de Thoix                             | Thoix                                               | « Photo », notice no APMH00024873 | Moyen Âge, XVIe et XIXe siècles                                                                   | 49° 42′ 20″ N, 2° 04′ 12″ E |              |
|                                                | Château de Tilloloy                          | Tilloloy                                            | Classé MH (1994) · Notice no PA00116284 · Notice no IA80000640                                                                                              |                                                                                                   |                             |              |
|                                                | Château de Tilloy-lès-Conty                  | Tilloy-lès-Conty                                    | Inscrit MH (2004) · Notice no PA80000047 · Notice no IA80000688                                                                                             |                                                                                                   |                             |              |
|                                                | Château du Titre                             | Le Titre                                            | |                                                                                                   |                             |              |
| Château fort                                   | Château de la Tour (Ancien château)          | Dompierre-sur-Authie                                | Inscrit MH (1926) · Notice no PA00116135 · Notice no IA80000475                                                                                             | XVe et XVIIe siècles                                                                              | 50° 18′ 16″ N, 1° 55′ 14″ E |              |
| Motte castrale ou féodale                      | Motte féodale de Toutencourt                 | Toutencourt                                         | Inscrit MH (2012) · Notice no PA80000073 | Visite des intérieurs et extérieurs                                                               |                             |              |
|                                                | Château de Vadencourt                        | Vadencourt                                          | Inscrit MH (1988) · Notice no PA00116260 · Notice no IA80000199 · Notice no IA80000693                                                                      |                                                                                                   |                             |              |
|                                                | Château de Vaire-sous-Corbie                 | Vaire-sous-Corbie                                   | | interdit au public                                                                                |                             |              |
|                                                | Château de Vauchelles-lès-Domart             | Vauchelles-lès-Domart                               | Classé MH (1976) · Notice no PA00116261 · Notice no IA80009698 · Notice no IA80010057 · Notice no IA80000641                                                |                                                                                                   |                             |              |
|                                                | Château de Vercourt                          | Vercourt                                            | |                                                                                                   |                             |              |
|                                                | Château de Vieulaines                        | Fontaine-sur-Somme, (hameau de Vieulaines)          | Inscrit MH (1990) · Notice no PA00116274 · Notice no IA80000747                                                                                             |                                                                                                   |                             |              |
| Néo-classique                                  | Château de Villers-sur-Authie                | Villers-sur-Authie                                  | |                                                                                                   |                             |              |
| Motte castrale ou féodale · Ruine ou disparu   | Château de Vismes                            | Vismes                                              | | Moyen Âge,                                                                                        | 50° 19′ 02″ N, 1° 41′ 26″ E |              |
|                                                | Château de Wailly                            | Conty, (hameau de Wailly)                           | Classé MH (1974) · Inscrit MH (1974) · Notice no PA00116120 · Notice no IA80000421                                                                          |                                                                                                   |                             |              |
|                                                | Château de Warvillers                        | Warvillers                                          | |                                                                                                   |                             |              |
|                                                | Château d'Yzengremer                         | Yzengremer                                          | |                                                                                                   |                             |              |